# Selección de rugby de Kenia
La selección de rugby de Kenia es el equipo representativo de la Kenya Rugby Union (KRU). Desde 2010 compite en torneos africanos, teniendo mejores resultados en los últimos años desempeñándose en primera división. Aún no ha clasificado a la Copa del Mundo.

## Uniforme
El uniforme principal del seleccionado keniata consta de una camiseta roja con vivos en hombros y mangas negros y verdes, mientras que la de alternativa es verde y mantiene los detalles en mangas. El short es siempre negro y las medias verdes.

## Estadísticas
A continuación, una tabla resumen los resultados de los test matches del XV de Kenia a fecha 18 de noviembre de 2022.
| Oponente               | Jugados | Ganados | Perdidos | Empatados | % de victorias |
| ---------------------- | ------- | ------- | -------- | --------- | -------------- |
| Alemania               | 2       | 0       | 2        | 0         | 0.0%           |
| Argelia                | 1       | 1       | 0        | 0         | 100.0%         |
| Botsuana               | 1       | 1       | 0        | 0         | 100.0%         |
| Brasil                 | 3       | 3       | 0        | 0         | 100.0%         |
| Camerún                | 4       | 4       | 0        | 0         | 100.0%         |
| Canadá                 | 1       | 0       | 1        | 0         | 0.0%           |
| Chile                  | 1       | 0       | 1        | 0         | 0.0%           |
| Costa de Marfil        | 1       | 1       | 0        | 0         | 100.0%         |
| Emiratos Árabes Unidos | 1       | 1       | 0        | 0         | 100.0%         |
| España                 | 1       | 1       | 0        | 0         | 100.0%         |
| Estados Unidos         | 1       | 0       | 1        | 0         | 0.0%           |
| Golfo Pérsico          | 4       | 4       | 0        | 0         | 100.0%         |
| Hong Kong              | 7       | 1       | 5        | 1         | 14.2%          |
| Madagascar             | 3       | 1       | 2        | 0         | 33.3%          |
| Marruecos              | 5       | 3       | 2        | 0         | 60.0%          |
| Namibia                | 14      | 2       | 12       | 0         | 14.2%          |
| Nigeria                | 1       | 1       | 0        | 0         | 100.0%         |
| Portugal               | 2       | 1       | 1        | 0         | 50.0%          |
| Rusia                  | 1       | 0       | 1        | 0         | 0.0%           |
| Senegal                | 3       | 2       | 1        | 0         | 66.6%          |
| Tanganica              | 1       | 1       | 0        | 0         | 100.0%         |
| Túnez                  | 10      | 7       | 0        | 3         | 70.0%          |
| Uganda                 | 33      | 24      | 9        | 0         | 72.7%          |
| Western Province       | 1       | 0       | 1        | 0         | 0.0%           |
| Zambia                 | 6       | 5       | 1        | 0         | 83.3%          |
| Zimbabue               | 22      | 9       | 13       | 0         | 40.9%          |
| Total                  | 130     | 73      | 53       | 4         | 56.15          |

## Palmarés
- Africa Cup 1A (2): 2011 y 2013
- Victoria Cup (1): 2010[2]
- Elgon Cup (13): 2004, 2007, 2008, 2009, 2010, 2011, 2013, 2014, 2016, 2017, 2018, 2019, 2023

## Participación en copas
| - No ha clasificado - Victoria Cup 2010: Campeón - Victoria Cup 2011: 2º puesto - Victoria Cup 2019: 2º puesto - Victoria Cup 2023: 2º puesto - CAR Trophy 2001: 2º puesto - CAR Trophy 2002: 2º de grupo - CAR 2003: 2º de grupo - CAR 2004: 2º de grupo - CAR 2005: 2º de grupo - Africa Cup 2006: 3º de grupo - Africa Cup 2007: 3º puesto - Africa Cup 2008-09: 2º de grupo - Africa Cup 2010: no participó | - Africa Cup 1A 2011: Campeón - Africa Cup 1A 2012: 3º puesto - Africa Cup 1A 2013: Campeón - Africa Cup 1A 2014: 3º puesto - Africa Cup 1A 2015: 3º puesto - Africa Cup 1A 2016: 2º puesto - Rugby Africa Cup 2021-22: 2° puesto - Rugby Africa Cup 2024: 4° puesto - Rugby Africa Cup 2025: 4º puesto - Rugby Africa Gold Cup 2017: 2º puesto - Rugby Africa Gold Cup 2018: 2º puesto - Cup of Nations 2011: 2º puesto - Tri Nations 2013: 3º puesto (último) - Cup of Nations 2017: 4º puesto (último) - Stellenbosch Challenge 2021: 3° puesto - Elgon Cup 2013: (1 - 1) |